# بعثت (غواصة)
غواصة بعثت كانت تعرف سابقا باسم قائم، هي فئة مصممة من الغواصات الإيرانية تحت الإنشاء حالياً. في 25 أغسطس 2008، أعلن وزير الدفاع الإيراني مصطفى محمد النجار أن إيران قد بدأت في بناء أول سفينة من فئة قائم. ستكون الغواصة قادرة على حمل وإطلاق أنواع مختلفة من الطوربيدات والصواريخ تحت سطح البحر. وفقا للبحرية الإيرانية فإن هذه الغواصات تزن 1200 طن.  وقال اللواء حبيب الله سياري إنه سيتم تجهيزها بطوربيدات وألغام بحرية. وقال أيضا: «غواصة قائم الذكية طويلة المدى قادرة على القيام بعمليات دفاعية وهجومية». وفقا للأمن العالمي، سيتم بناء وإكمال اثنتين من هذه الغواصات بحلول عام 2015.